# Мацунага, Акира (1948)
Акира Мацунага (яп. 松永 章; род. 8 августа 1948, Сидзуока) — японский футболист. Выступал за сборную Японии.

## Клубная карьера
В 1971 году после окончания университета Васэда Мацунага стал игроком «Касива Рейсол» (ранее — «Хитачи»). В 1972 году клуб выиграл чемпионат Японии и Кубок Императора. После этого «Касива Рейсол» становился обладателем Кубка Императора в 1975 году и Кубка лиги в 1976. В начале 70-х Мацунага конкурировал с Кунисигэ Камамото за звание лучшего бомбардира. В 1982 году завершил карьеру, сыграв 176 матчей и забив 82 гола в чемпионате. Становился лучшим бомбардиром в 1972 и 1973 годах. Он также попадал в символическую сборную лиги в течение четырех лет подряд (1972—1975).

## Карьера в сборной
В мае 1973 года Мацунага был вызван в сборную Японии на отборочные матчи к чемпионату мира 1974 года. 22 мая он дебютировал в матче против Гонконга. В следующий раз его выступления за сборную пришлись на матчи квалификации на Летние Олимпийские игры 1976 года. Матч против Израиля, где Мацунага отметился голом, стал последним дня него в сборной Японии. Всего он провел за национальную команду 10 игр, забив два гола. 

## Достижения

### Командные
«Хитачи»
- Чемпион JSL D1: 1972
- Обладатель Кубка Императора: 1972, 1975
- Обладатель Кубка Японской соккер-лиги: 1976

### Личные
- Лучший бомбардир JSL D1: 1972, 1973
- Символическая сборная JSL: 1972, 1973, 1974, 1975

## Статистика

### В клубе
| Сезон | Клуб   | Лига   | Матчи | Голы |
| ----- | ------ | ------ | ----- | ---- |
| 1971  | Хитачи | JSL D1 | 11    | 4    |
| 1972  | Хитачи | JSL D1 | 14    | 12   |
| 1973  | Хитачи | JSL D1 | 18    | 11   |
| 1974  | Хитачи | JSL D1 | 18    | 17   |
| 1975  | Хитачи | JSL D1 | 18    | 15   |
| 1976  | Хитачи | JSL D1 | 5     | 0    |
| 1977  | Хитачи | JSL D1 | 15    | 4    |
| 1978  | Хитачи | JSL D1 | 18    | 7    |
| 1979  | Хитачи | JSL D1 | 18    | 2    |
| 1980  | Хитачи | JSL D1 | 17    | 4    |
| 1981  | Хитачи | JSL D1 | 16    | 4    |
| 1982  | Хитачи | JSL D1 | 8     | 2    |
| Итого | Итого  | Итого  | 176   | 82   |

### В сборной
| Сборная Японии | Сборная Японии | Сборная Японии |
| Год            | Игры           | Голы           |
| -------------- | -------------- | -------------- |
| 1973           | 3              | 0              |
| 1974           | 0              | 0              |
| 1975           | 0              | 0              |
| 1976           | 7              | 2              |
| Итого          | 10             | 2              |